# Alyssum siculum
Alyssum siculum är en korsblommig växtart som beskrevs av Claude Thomas Alexis Jordan. Alyssum siculum ingår i släktet stenörter, och familjen korsblommiga växter. Inga underarter finns listade i Catalogue of Life.